# Otávio Henrique Santos
Otávio Henrique Passos Santos, mer känd som endast Otávio, född 4 maj 1994, är en brasiliansk fotbollsspelare som spelar för Atlético Mineiro.

## Karriär
I augusti 2017 värvades Otávio av Bordeaux, där han skrev på ett fyraårskontrakt. I december 2019 förlängde Otávio sitt kontrakt i klubben fram till 2022.
Den 4 februari 2022 lånades Otávio ut till Atlético Mineiro på ett låneavtal fram till sommaren med en obligatorisk köpoption. Han skrev sedan på ett fyraårskontrakt med klubben.